# 谷岡楓太
谷岡 楓太（たにおか ふうた、2001年8月29日 - ）は、広島県広島市出身のプロ野球選手（投手）。右投右打。NPBでは育成選手であった。

## 経歴

### プロ入り前
広島市立日浦中学校時代は、軟式のクラブチーム安シニアに所属。
高校は東広島市にある武田高等学校に進学。同校は部活校ではなく大学進学に力を入れている進学校のため平日の練習時間は50分程度と短い。野球部は全国大会への出場もなく、スポーツ推薦の部員がいない、練習場も他の運動部と共用するなど制約が大きいなか四国アイランドリーグplusなどでプロ経験のある監督の岡嵜雄介のもと独自のトレーニングを積んでいった。高校入学当時のストレートの最速は125km/hほどだったのが、最終的には最速152km/hまでアップした。
2019年10月17日に行われたドラフト会議では、オリックス・バファローズから育成2位指名を受け、11月18日に支度金330万円、年俸220万円で入団に合意した。背番号は002。同校の選手がプロ野球の指名を受けるのは初めてであった。

### オリックス時代
2020年は、ウエスタン・リーグで1試合に登板し、1回を投げて3安打3四球3失点、防御率27.00を記録した。
2021年は、一軍・二軍共に登板がなかったが、フェニックスリーグで3試合に中継ぎ登板し、共に無失点に抑えた。
2022年は右肘の状態が悪く、注射を打ちながら過ごし、メンタル面でもやられてしまったシーズンだった。前年に続き一軍・二軍共に登板はなく、10月4日に戦力外通告を受けた。右肘の状態の悪さもあり、12球団合同トライアウトには参加せずに一度は現役引退を決断した。

### オリックス退団後
戦力外通告を受けた直後からジムのトレーナーのアルバイトを始める。2023年3月、父親とキャッチボールをした際に痛みが全くなく、野球再開を考え始める。アルバイトを続けつつ、高島誠プロデュース「Mac's Trainer Room」で右肘のリハビリに励み、実戦復帰を目指した。9月に知人の紹介で社会人クラブチーム・広島鯉城クラブに所属し、10月末に沖縄のウインターリーグに参加。そこでオリックス退団後初めてブルペンに入ると、1年のブランクがありながら球速148km/hを計測し、再びプロ野球を目指す決心がついた。しかし、試合で投げる前にライブBPで登板した際に再び右肘を故障してしまい、同リーグへの参加を辞退することになった。12月に右肘のクリーニング手術を受けている。
また、同年10月には自身のInstagramで大学に通っていることを報告しており、のちのFull-Countの取材で新潟産業大学の通信制と明かしている。

### KDL・姫路時代
手術後のリハビリを終え、2024年4月30日、関西独立リーグ（さわかみ関西独立リーグ）の姫路イーグレッターズに入団することが発表された。入団後には実戦復帰を果たしている。しかし、7月13日に任意引退が発表された。

### KAL・火の国時代
上記のようにいったん任意引退で姫路を退団したが、2024年11月23日に九州アジアリーグの火の国サラマンダーズに入団したことが発表された。

## 選手としての特徴
ストレートの最速は152km/h。

## 詳細情報

### 年度別投手成績
- 一軍公式戦出場なし

### 独立リーグでの年度別投手成績
出典は一球速報.com。
| 年 度     | 球 団     | 登 板 | 先 発 | 完 投 | 完 封 | 無 四 球 | 勝 利 | 敗 戦 | セ 丨 ブ | ホ 丨 ル ド | 勝 率 | 打 者 | 投 球 回 | 被 安 打 | 被 本 塁 打 | 与 四 球 | 敬 遠 | 与 死 球 | 奪 三 振 | 暴 投 | ボ 丨 ク | 失 点 | 自 責 点 | 防 御 率 | W H I P |
| --------- | --------- | ----- | ----- | ----- | ----- | -------- | ----- | ----- | -------- | ----------- | ----- | ----- | -------- | -------- | ----------- | -------- | ----- | -------- | -------- | ----- | -------- | ----- | -------- | -------- | ------- |
| 2024      | 姫路      | 11    | 0     | 0     | 0     | 0        | 0     | 1     | 1        | 2           | 0.000 | 65    | 11.2     | 12       | 0           | 14       | -     | 2        | 11       | 2     | 0        | 13    | 9        | 6.94     | 2.23    |
| 通算：1年 | 通算：1年 | 11    | 0     | 0     | 0     | 0        | 0     | 1     | 1        | 2           | 0.000 | 65    | 11.2     | 12       | 0           | 14       | -     | 2        | 11       | 2     | 0        | 13    | 9        | 6.94     | 2.23    |

### 背番号
- 002（2020年 - 2022年）
- 14（2024年）
- 56（2025年 - ）